# Sublime (bouteille)
La sublime est une bouteille qui correspond à 150 litres soit 200 bouteilles normales (0,75 l).

## Utilisation du terme
Le terme « sublime » désigne la plus grosse bouteille de champagne considérée comme possiblement distribuable au niveau commercial. Avec ses 150 litres, elles correspond à dix fois le contenu d'un Nabuchodonosor évalué à 15 litres.